# Nathan MacKinnon
Nathan Raymond MacKinnon, född 1 september 1995, är en kanadensisk professionell ishockeycenter och assisterande kapten för Colorado Avalanche i National Hockey League (NHL). MacKinnon valdes som etta totalt av Avalanche vid NHL Entry Draft 2013. Han kallas ibland "Nate the Great" samt "The Dogg" då han anses vara en av de bästa spelarna i världen samt hans förmåga att höja sin nivå ytterligare i slutspelssammanhang. MacKinnon vann Stanley Cup med Avalanche 2022 där han vann slutspelets skytteliga.

## Spelarkarriär
MacKinnon växte upp i Cole Harbour i Nova Scotia där han också började sin hockeykarriär. Han gjorde över 200 poäng på 50 matcher.
Säsongen 2011-12 började MacKinnon spela för QMJHL-laget Halifax Mooseheads där det blev totalt två säsonger och 153 poäng på 102 matcher.
Den 24 juni 2013, under 2013 års NHL-draft valdes Nathan MacKinnon som draftens första spelare totalt av Colorado Avalanche. Den 9 juli 2013 tecknade MacKinnon ett 3-årskontrakt med Colorado. MacKinnon har blivit jämförd med NHL-spelaren Sidney Crosby.
MacKinnon gjorde sitt första NHL-mål den 12 oktober 2013 då Colorado besegrade Washington Capitals i Verizon Center.
8 juli 2016 signerade MacKinnon som free agent ett 7-årskontrakt med Avalanche, värt $44,1 miljoner vilket ger $6,3 miljoner per säsong. Senare under försäsongen så utnämndes MacKinnon till assisterande kapten för Avalanche.
MacKinnon blev uttagen till NHL All-Star Game den 10 januari 2017 som ensam representant från Avalanche. Han valdes återigen året därpå till NHL All-Star Game 2018.
MacKinnon blev NHL:s första stjärna i veckan mellan 26 februari till och med 4 mars efter att ha gjort fem mål, sex assist, fyra powerplay-poäng, +6-statistik och 31 skott på fyra matcher. Detta inkluderade hans andra fempoängsmatch (det föregående är ett mål och fyra assist mot Capitals tidigare i säsongen den 16 november 2017) med två mål och tre assist i en 7-1-seger över Minnesota Wild den 2 mars. Den 26 april nominerades MacKinnon till Ted Lindsay Award som NHL:s mest framstående spelare. Följande dag blev han finalist till Hart Memorial Trophy som NHL:s mest värdefulla spelare men utmärkelsen gick till New Jersey Devils forward Taylor Hall.
11 september 2020 vann MacKinnon Lady Byng Memorial Trophy som tilldelas den "spelare som bedömts ha uppvisat den bästa typen av sport och gentlemanalt uppförande i kombination med en hög standard för spelförmåga."
26 juni 2022 vann MacKinnon sin första Stanley Cup-titel med Avalanche efter att ha besegrat fjolårsvinnarna Tampa Bay Lightning. MacKinnon vann skytteligan i slutspelet 2022 med 13 mål (tillsammans med Evander Kane i Edmonton Oilers).
Den 20 september 2022 förlängde MacKinnon sitt kontrakt med ett åttaårskontrakt värt $100.8 miljoner dollar vilket då gjorde honom till den bäst betalda i ligan.

## Statistik

### Klubbkarriär
| 2007–08    | Cole Harbour Red Wings | Bantam AAA | 50  | –   | –   | 110  | —   | –  | –  | –  | –   | —  |
| 2008–09    | Cole Harbour Red Wings | Bantam AAA | 35  | –   | –   | 145  | —   | –  | –  | –  | –   | —  |
| 2009–10    | Shattuck-Saint Mary's  | Bantam AAA | 58  | 54  | 47  | 101  | 56  | —  | —  | —  | —   | —  |
| 2010–11    | Shattuck-Saint Mary's  | Midget AAA | 40  | 45  | 48  | 93   | 72  | —  | —  | —  | —   | —  |
| 2011–12    | Halifax Mooseheads     | QMJHL      | 58  | 31  | 47  | 78   | 45  | 17 | 13 | 15 | 28  | 12 |
| 2012–13    | Halifax Mooseheads     | QMJHL      | 44  | 32  | 43  | 75   | 45  | 17 | 11 | 22 | 33  | 12 |
| 2013–14    | Colorado Avalanche     | NHL        | 82  | 24  | 39  | 63   | 26  | 7  | 2  | 8  | 10  | 4  |
| 2014–15    | Colorado Avalanche     | NHL        | 64  | 14  | 24  | 38   | 34  | —  | —  | —  | —   | —  |
| 2015–16    | Colorado Avalanche     | NHL        | 72  | 21  | 31  | 52   | 20  | —  | —  | —  | —   | —  |
| 2016–17    | Colorado Avalanche     | NHL        | 82  | 16  | 37  | 53   | 16  | —  | —  | —  | —   | —  |
| 2017–18    | Colorado Avalanche     | NHL        | 74  | 39  | 58  | 97   | 55  | 6  | 3  | 3  | 6   | 4  |
| 2018–19    | Colorado Avalanche     | NHL        | 82  | 41  | 58  | 99   | 34  | 12 | 6  | 7  | 13  | 2  |
| 2019–20    | Colorado Avalanche     | NHL        | 69  | 35  | 58  | 93   | 12  | 15 | 9  | 16 | 25  | 12 |
| 2020–21    | Colorado Avalanche     | NHL        | 48  | 20  | 45  | 65   | 37  | 10 | 8  | 7  | 15  | 2  |
| 2021–22    | Colorado Avalanche     | NHL        | 65  | 32  | 56  | 88   | 42  | 20 | 13 | 11 | 24  | 8  |
| 2022–23    | Colorado Avalanche     | NHL        | 71  | 42  | 69  | 111  | 30  | 7  | 3  | 4  | 7   | 4  |
| 2023–24    | Colorado Avalanche     | NHL        | 82  | 51  | 89  | 140  | 42  | 11 | 4  | 10 | 14  | 4  |
| 2024–25    | Colorado Avalanche     | NHL        | 79  | 32  | 84  | 116  | 41  | 7  | 7  | 4  | 11  | 2  |
| NHL totalt | NHL totalt             | NHL totalt | 870 | 367 | 648 | 1015 | 389 | 95 | 55 | 70 | 125 | 42 |

### Internationellt
| År            | Lag             | Turnering     | Resultat      |    | Matcher | Mål | Assist | Poäng | Utv |
| ------------- | --------------- | ------------- | ------------- | -- | ------- | --- | ------ | ----- | --- |
| 2011          | Canada Atlantic | U17           | 5:a           | 5  | 5       | 3   | 8      | 0     |     |
| 2012          | Canada Atlantic | U17           | 7:a           | 5  | 1       | 3   | 4      | 2     |     |
| 2012          | Kanada          | IH18          | 1             | 5  | 5       | 6   | 11     | 18    |     |
| 2013          | Kanada          | JVM           | 4:a           | 6  | 0       | 1   | 1      | 4     |     |
| 2014          | Kanada          | VM            | 5:a           | 8  | 1       | 3   | 4      | 8     |     |
| 2015          | Kanada          | VM            | 1             | 10 | 4       | 5   | 9      | 6     |     |
| 2016          | Lag Nordamerika | WCH           | 5:a           | 3  | 2       | 1   | 3      | 2     |     |
| 2017          | Kanada          | VM            | 2             | 10 | 6       | 9   | 15     | 6     |     |
| 2025          | Kanada          | 4NF           | 1             | 4  | 4       | 0   | 4      | 0     |     |
| Junior totalt | Junior totalt   | Junior totalt | Junior totalt | 21 | 11      | 13  | 24     | 24    |     |
| Senior totalt | Senior totalt   | Senior totalt | Senior totalt | 35 | 17      | 18  | 35     | 22    |     |